# Dittmar Lemke
Dittmar Lemke  (* 3. März 1964 in Hamburg) ist ein Hamburger Politiker der CDU.

## Leben
Nach dem Abitur 1983 am Gymnasium Am Hegen leistete Lemke von 1983 bis 1984 seinen Wehrdienst ab. Es folgte von 1985 bis 1990 ein Jurastudium an der Universität Hamburg. Seine Studienschwerpunkte waren das öffentliche Finanzrecht und der gewerbliche Rechtsschutz. 
Von 1991 bis 1994 machte er ein Referendariat in Hamburg. Seit 1994 ist er als selbstständiger Rechtsanwalt tätig. Er ist Gründer und Partner der Anwaltskanzlei Lemke Hildebrand. Bis 2007 war er Aufsichtsratsvorsitzender der Presswatch AG Hamburg, eines Dienstleisters für Medienbeobachtung und -analyse. 
Lemke ist verheiratet, hat ein Kind und wohnt in Hamburg-Eimsbüttel.

## Politik
Lemke ist seit 1985 Mitglied in der CDU und war von 2004 bis 2008 Ortsvorsitzender der CDU Jenfeld. Vorher war er Mitglied in der Bezirksversammlung Hamburg-Wandsbek. 
Vom 17. März 2004 bis zum 7. März 2011 war er Mitglied der Hamburgischen Bürgerschaft. Dort saß er für seine Fraktion im Schulausschuss, Wirtschaftsausschuss und im Sonderausschuss Vernachlässigte Kinder. Zudem war er Mitglied in den Parlamentarischen Untersuchungsausschüssen Informationsweitergabe und HSH Nordbank. Er war Fachsprecher für Bildung und Schule mit dem Schwerpunkt Gesamtschulen und Ganztagsschulen sowie Weiterbildung.
Seit 2005 ist Lemke Mitglied im Wirtschaftsrat der CDU und seit 2008 ist er stellvertretender Landesvorsitzender der Mittelstands- und Wirtschaftsvereinigung (MIT) Hamburg.